# سي أر أر سي جروب
شركة سي أر أر سي جروب، المعروفة باسم سي أر أر سي جروب ، هي شركة قابضة صينية مملوكة للدولة، وشركة أم مباشرة لـ سي أر أر سي و 32 شركة تابعة أخرى؛ إذا تم تضمين الشركات التابعة من الدرجة الثانية، فإن الشركة القابضة هي ترأس 112 كيانًا قانونيًا (كما في عام 2016م).

## روابط خارجية
- الموقع الرسمي